# Formations de chars de la guerre froide

OTAN (en bleu) et Pacte de Varsovie (en rouge)

Pendant la guerre froide, l'OTAN et le pacte de Varsovie avaient tous deux d'importantes formations de chars présents en Europe.
On trouvera ci-après le nombre de formations blindées et l’effectif des chars en 1981/1982 pour le Pacte de Varsovie et les pays membres de l’OTAN. Ceux-ci incluent des formations et des véhicules déployés en dehors de l'Europe, comme en Amérique du Nord ou en URSS asiatique.

## OTAN
Total: Plus de 30 711 chars

### Allemagne de l'Ouest
Formations de l'armée allemande

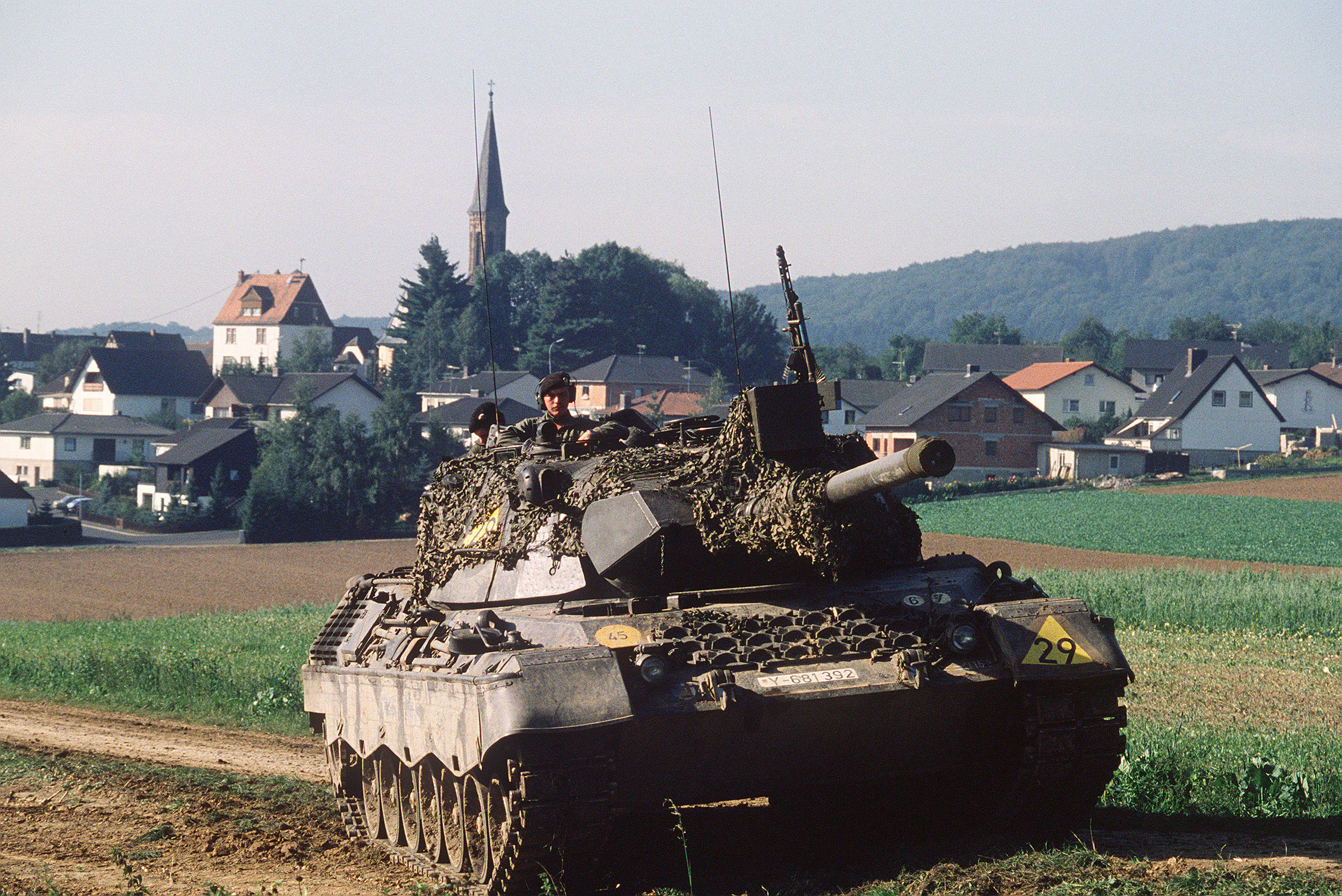
Leopard 1 pendant l'exercice REFORGER 1983

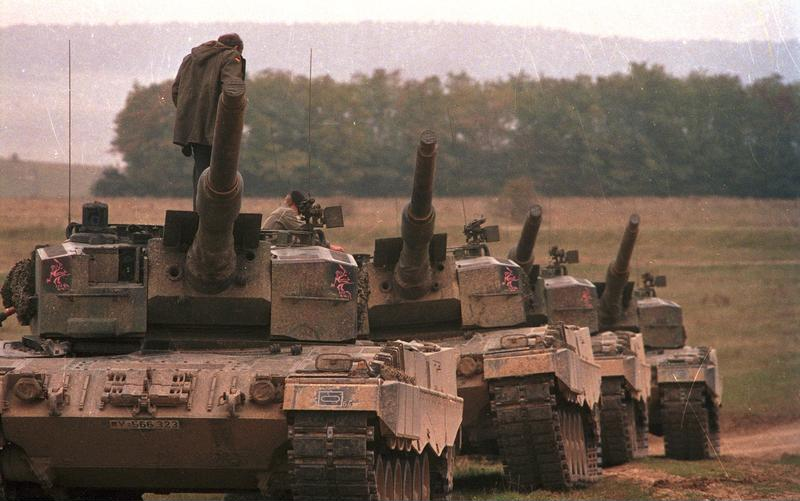
Leopard 2A4

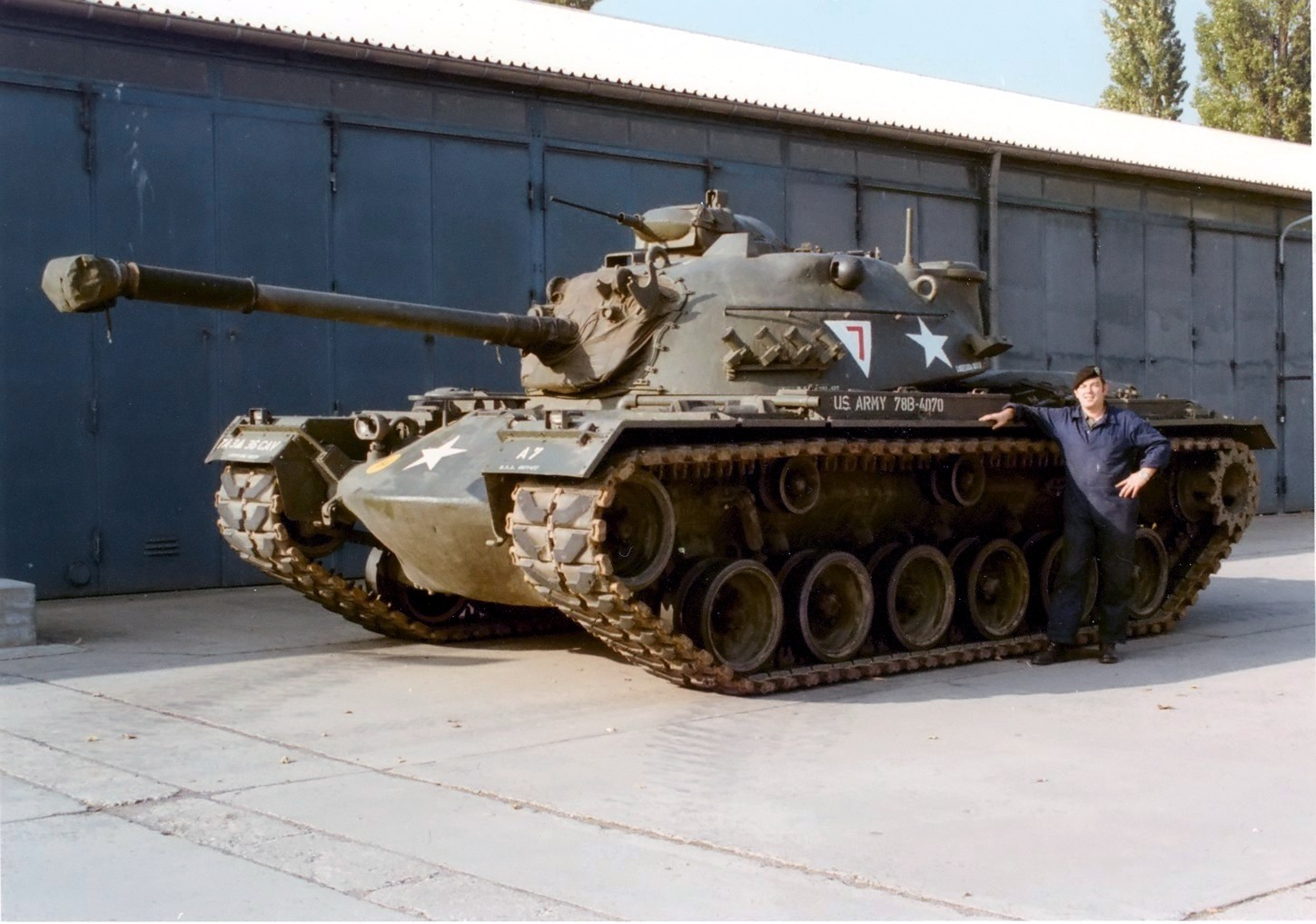
M48 A2C

- 6 divisions de chars (Panzerdivisionen)
- 4 divisions d'infanteries blindées (Panzergrenadierdivisionen)
- 1 division de montagne (Gebirgsdivision)
- 6 brigades défensives de chars (Heimatschutz – Panzerbrigaden)
- 6 brigades défensives d'infanteries blindées (Heimatschutz – Panzergrenadierbrigaden (non complété)

| Char de combat principaux                                                                                            |
| --- |
| 1 200 M48 A2C/A2GA2 2 737 Leopard 1 A2/A3/A4/A5/A6/1A1A1 1 350 Leopard 2 770 Kanonenjagdpanzer 350 Raketenjagdpanzer |

Total: 3 787 chars 
(Total: 4 907 en incluant les Jagdpanzer)

### États-Unis
Formations
- 4 divisions de chars
- 6 divisions mécanisées
- 4 divisions d'infanterie

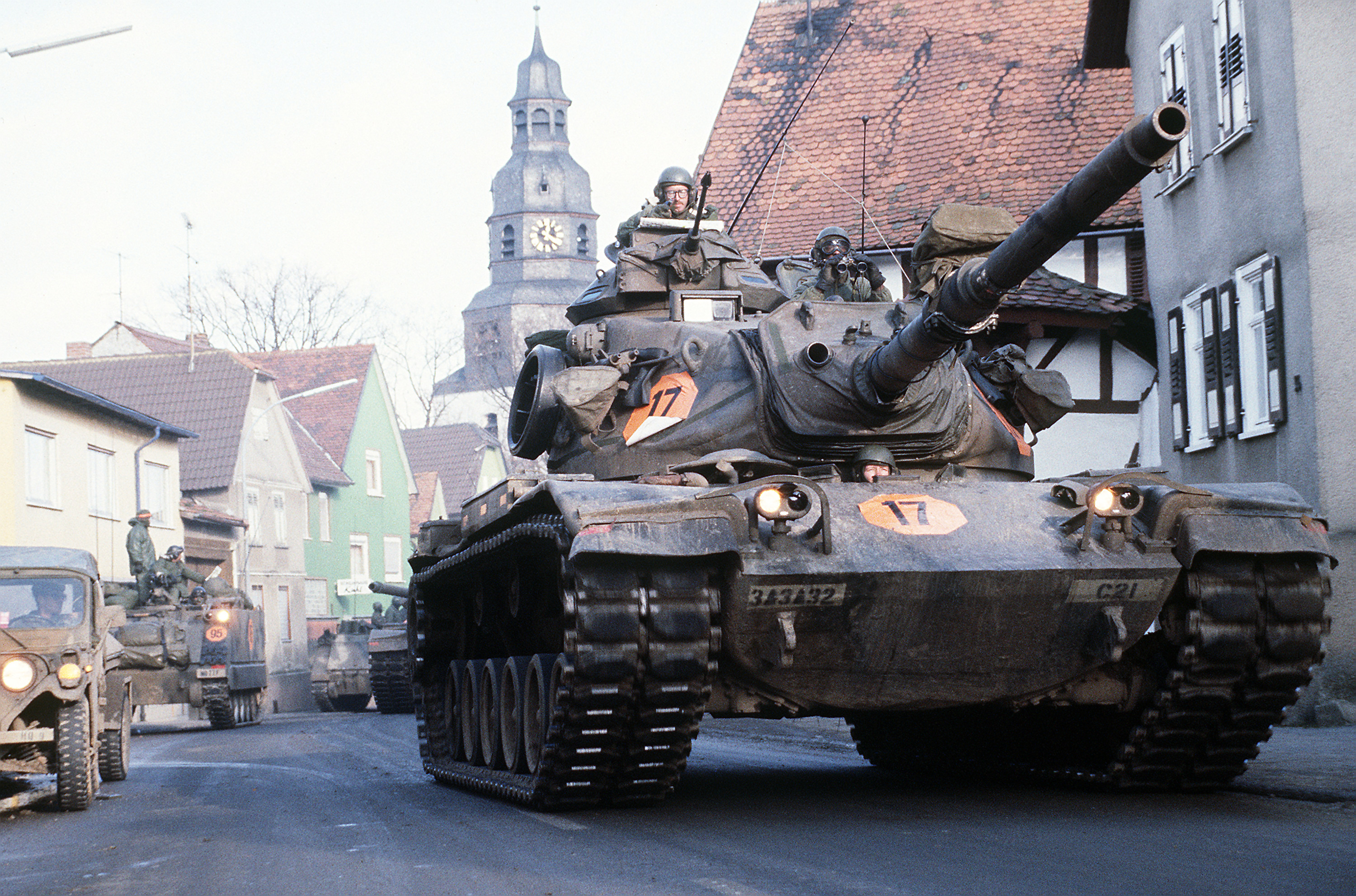
Un M60A3 à Langgöns, Allemagne

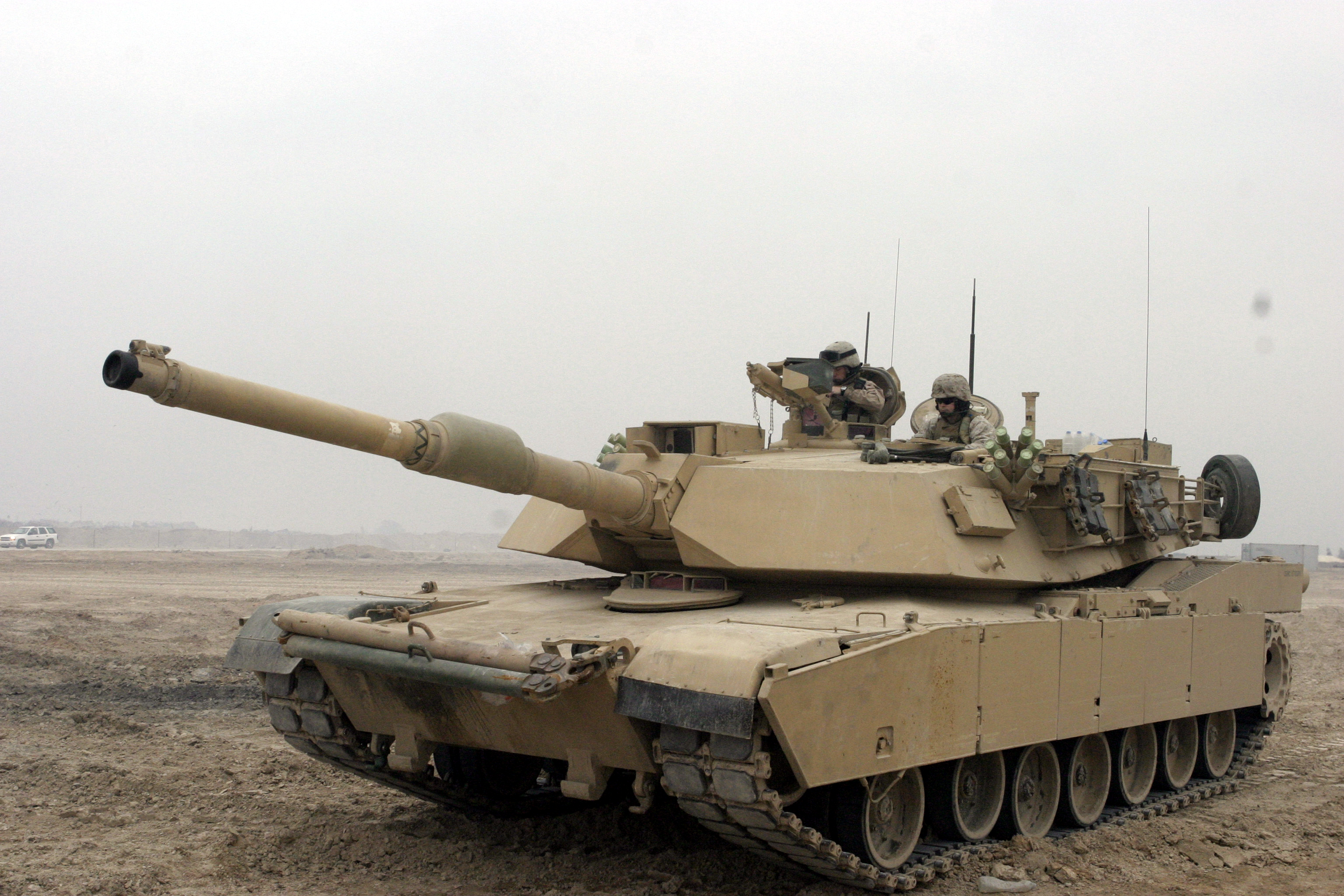
M1A1

- 1 division aéroportée (incluant 1 bataillon de chars)
- 1 brigade indépendante de chars
- 4 brigades indépendantes d'infanterie
- 3 régiments de cavalerie (reconnaissance)
- 3 bataillons de chars des Marines
- Des bataillons de chars de la Garde Nationale

Nombre de chars
- 1 825 M48A5 MBT
- 1 555 M60 MBT
- 5 775 M60A1 MBT
- 540 M60A2 MBT (But Reserve on 1976)
- Plus de 2 500 M60A3 MBT
- Plus de 3 950 M1 Abrams MBT
- Plus de 4 147 M1 Abrams PM1 MBT
- Plus de 2 456 M1 Abrams M1A1 MBT
- 1 600 M551 Sheridan AR/AAV (330 à des fins de formation)
- 2 675 M60A1 ERA  MBT dont ceux des Marines

Total: 12 320 chars (dont 330 chars destinés à la formation)

### France

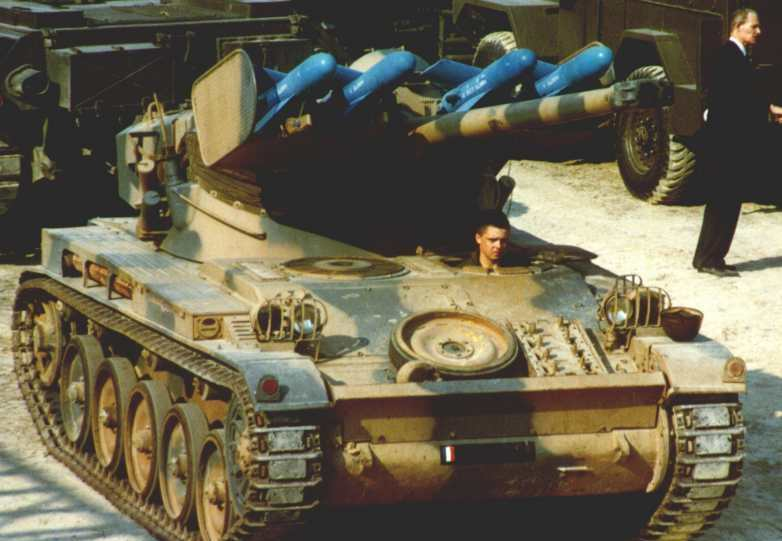
Un char léger AMX-13 équipé de missiles antichar Nord SS.11. Entrée en service en 1952, les derniers sont retirés en 1990.

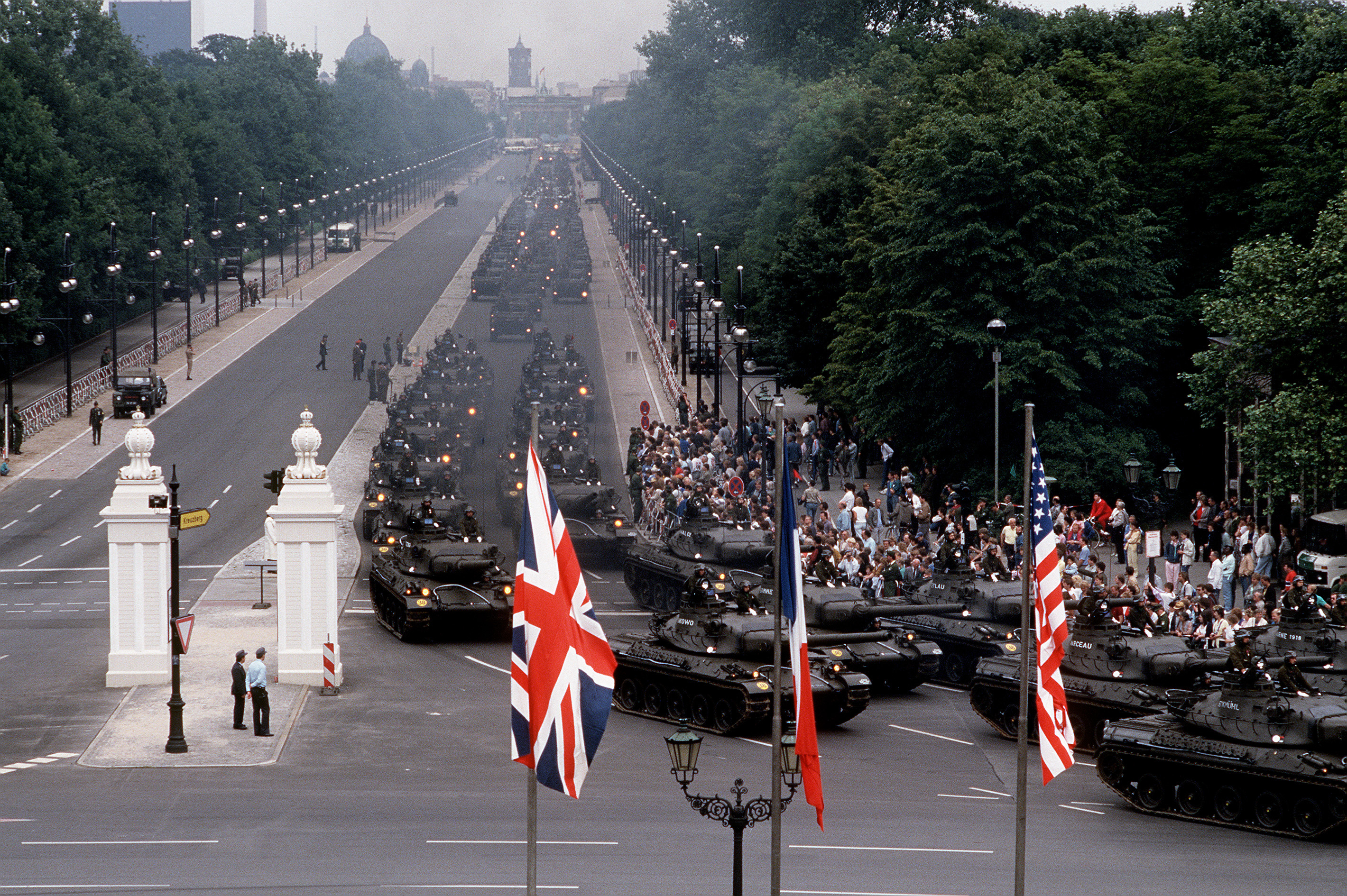
Parade du 11e régiment de chasseurs le 11 juin 1988 lors de la journée des forces alliées à Berlin-Ouest. Au premier plan, des AMX-30B suivis de VAB.

En 1977, l'armée de terre française subit une profonde réorganisation, voulue et conduite par le CEMAT et abandonne la division Modèle 67. Huit Divisions Blindées sont mises sur pied avec tous ses véhicules de combats sur chenilles.
L'armée de terre se réorganise de nouveau entre 1984 et 1985, les unités blindés de l'armée de terre française sont a cette dernière date :
Formations
- 6 divisions de chars (divisions blindées – les 2e DB, la 7e DB, 10e DB en France, les 1re DB, la 3e DB et la 5e DB en Allemagne de l'Ouest)
- 4 divisions blindées légères – la 6e division légère blindée, la 9e DiMa, la 12e DLB et la 14e DLB[5]
- 2 divisions d'infanterie mécanisée – la 8e DI et 15e DI

| Char de combat principaux | En commandes | Autres                  |
| ------------------------- | ------------ | ----------------------- |
| 1 259 AMX 30              | 145 AMX 30   | 340 chars légers AMX 13 |

Total: 1 868 chars

### Royaume-Uni
Formations

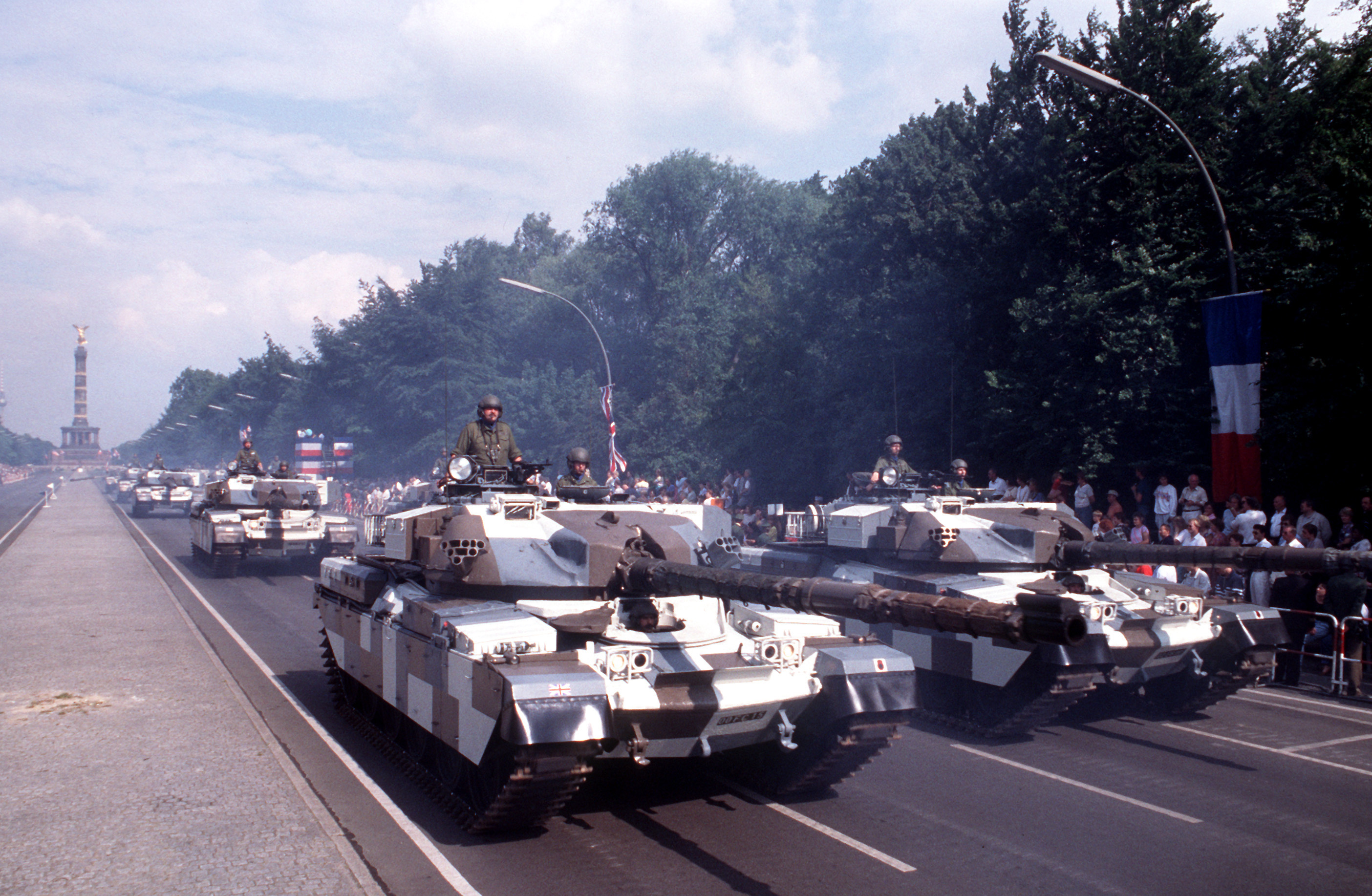
FV4201 Chieftain défilant à Berlin-Ouest.

- 3 divisions blindées (1re division, 3e division et la 4e Division) faisant partie de la British Army of the Rhine et ressemblent les unités d'active du Royal Armoured Corps.

| Chars                                      | En réserve                  | En commandes                                                | Autres                                                                           |
| ------------------------------------------ | --------------------------- | ----------------------------------------------------------- | -------------------------------------------------------------------------------- |
| 900 chars FV4201 Chieftain (60 en réserve) | 300 chars Centurion stockés | 420 chars FV4030/4 Challenger 1 en service à partir de 1983 | 271 véhicules blindés de reconnaissance à chenilles (FV101 Scorpion et Scimitar) |

Total: 1 901 chars et véhicules blindés
Avant les années 1980
Les unités antérieures comprenaient le char Conqueror (1955-1966) et le FV4101 Charioteer (dans les années 1950). Disposant initialement de 3 divisions blindées, la BAOR a été réformée en 1960 en 3 divisions mixtes et brigades supplémentaires. Puis dans les années 1970, 4 divisions blindées plus petites avant la réorganisation en 3 divisions blindées en 1981-1983.

### Turquie
Entre 1981 et 1983:
Formations
- 1 division de chars
- 2 divisions d'infanterie mécanisées
- 14 divisions d'infanterie (certaines avec des bataillons de chars rattachés)

| Char de combat principaux       | En commandes       |
| ------------------------------- | ------------------ |
| 3 000 M48 Patton 500 M47 Patton | 70 Leopard 1A3 MBT |

Total: 3 570 chars

### 

Leopard 1A2 du 13e bataillon de carabiniers.

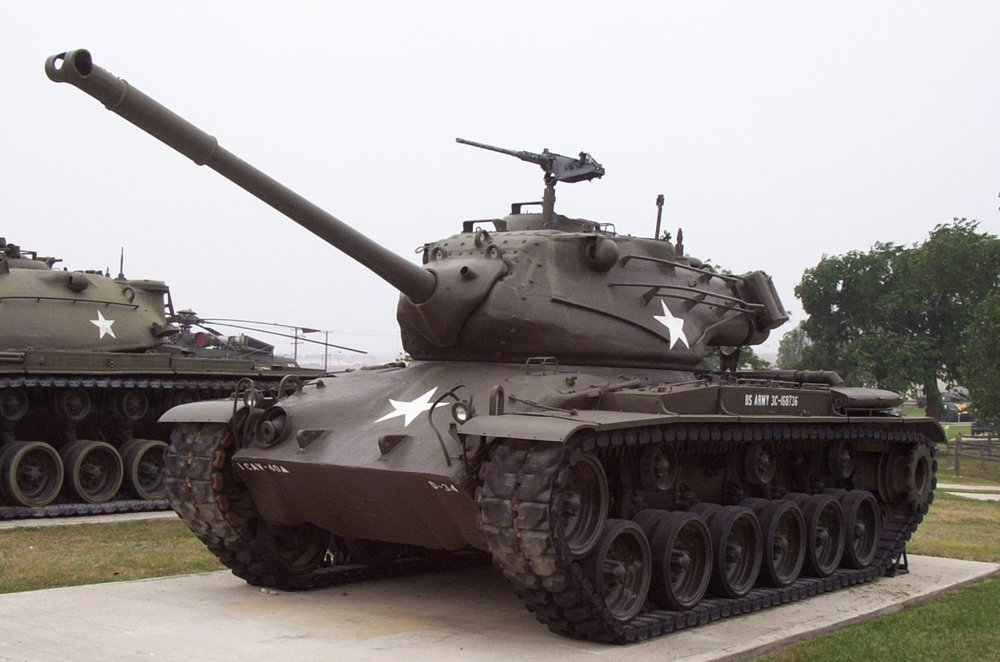
M-47 Patton I

### Italie
Entre 1981 et 1982 :
Formations
- 4 brigades de chars[9] (trois bataillons de chars chacun)
- 9 brigades mécanisées[10] (un bataillon de chars chacun)
- 5 brigades motorisées[11] (un bataillon mécanisé de chars mixtes chacun)

Nombre de chars
- 920 MBT Leopard 1
- 300 MBT M60A1
- 550 MBT M47 Patton (initialement 1 500)

Total : 1 620 chars

### Pays-Bas
Entre 1981 et 1982 :
Formations
- 1 division blindée
- 2 divisions mécanisées (dont 1 de réserve)

Nombre de chars
- 468 MBT Leopard 1
- 343 MBT Centurion
- 113 chars légers AMX 13/105

Total: 924 chars

### Danemark
En 1983 :
Formations
- 1 division mécanisée (Jutland)
- 1 groupement tactique léger (Jutland)
- 2 brigades mécanisées Indépendantes (Seeland)
- 4 groupes de combat légers (Seeland)
- 1 groupement tactique (Bornholm)

Nombre de chars
Jutland
- 120 MBT Leopard 1A3 (40 dans chaque brigade x3)
- 18  chars légers M41 Walker Bulldog (Bataillon de reconnaissance)
- 48 Centurion tank Mk.V avec un canon de 84 mm (6x escadrons anti-chars en réserve (dans quatre régions et un groupe de bataille léger))

Seeland
- 80 MBT Centurion MK.V2 avec canon de 105 mm L7A1 (40 dans chaque brigade x2)
- 32 Centurion MK.V avec canon de 84 mm (4x escadrons anti-chars dans des groupements tactiques légers)
- 18 chars légers M41 Walker Bulldog (bataillon de reconnaissance)

Bornholm
- 16 chars légers M41 Walker Bulldog (1 escadron de chars légers et 1 escadron de reconnaissance)
- 12 Centurion tank MK.V avec canon de 84 mm (Escadron anti-char en réserve)

En stock
- 26 MBT Centurion tank MK.V2 avec canon de 105 mm L7A1
- 18 Centurion tank MK.V avec canon de 84 mm

Total:  388 chars

### Belgique
Entre 1981 et 1982 :
Formations
- 1 brigade blindée (17 Ps Bde - Spich-Altenrath)
- 3 brigades mécanisées (1 PsInf Bde - Leopoldsburg, 4 PsInf Bde - Soest, 7 PsInf Bde - Marche-En-Famenne)
- 1 brigade mécanisée de réserve

Nombre de chars
- 334 MBT Leopard 1
- 62  MBT M47 Patton (en réserve)
- 136 chars légers FV101 Scorpion
- 154 chars légers FV107 Scimitar
- 80 chasseur de chars Kanonenjagdpanzer

Total: 766 chars

### Canada
Entre 1981 et 1982 :
Formations
- 1 brigade mécanisée (4e Groupe-brigade mécanisé du Canada, basé en Allemagne)
- 2 brigades motorisées (1er Groupe-brigade mécanisé du Canada et 5e Groupe-brigade du Canada, tous deux basés au Canada avec la task force de l'OTAN Europe. La 1re CBG a fourni du personnel pour l'exercice REFORGER et la 5e GBC en tant que Canadian Air-Sea Transportable Brigade Group (en) de la CAST destiné au service en Norvège).
- 114 MBT Leopard 1
- 195 AVGP Cougar

Les Léopards I et les Cougars sont entrés en service à la fin des années 1970 et ont remplacé 274 chars Centurion utilisés par des unités du Corps blindé royal canadien (les chars Centurion canadiens ont servi en Allemagne pendant 25 ans, de janvier 1952 à janvier 1977).
Total: 114 MBT (+195 FSV) = 309 chars

### Norvège
Entre 1981 et 1982 :
Formations
- Escadrons blindés indépendants

Nombre de chars
- 78 MBT Leopard 1
- 38 MBT M48 Patton

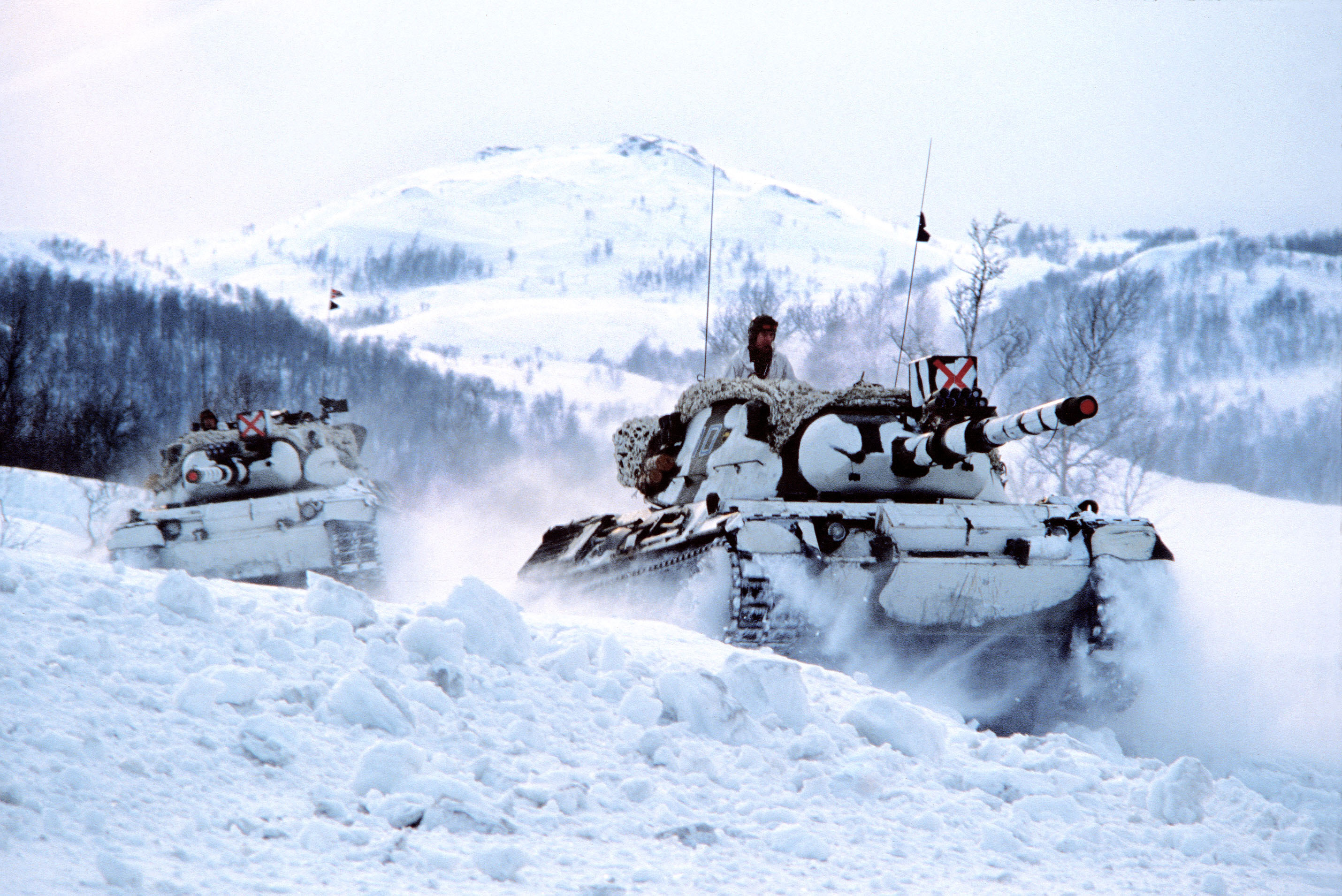
Deux Leopard 1 norvégiens en 1982.

- 70 chars légers NM-116 (améliorés en M24 Chaffee)

Total: 186 chars

### Portugal
Entre 1981 et 1982 :
Formations
- 1 régiment de chars
- 2 régiments de cavalerie

Nombre de chars
- 34 MBT M47 Patton
- 30 MBT M48 Patton
- Jusqu'à 16 chars légers M24 Chaffee

Total: environ 80 chars

### Grèce
Entre 1981 et 1982 :
Formations
- 1 division blindée
- 2 brigades blindées indépendantes

| Char de combat principaux                                |
| -------------------------------------------------------- |
| 170 AMX 30 800 M48 Patton 150 M47 Patton 190 M24 Chaffee |

Total: 1 310 chars

### Espagne

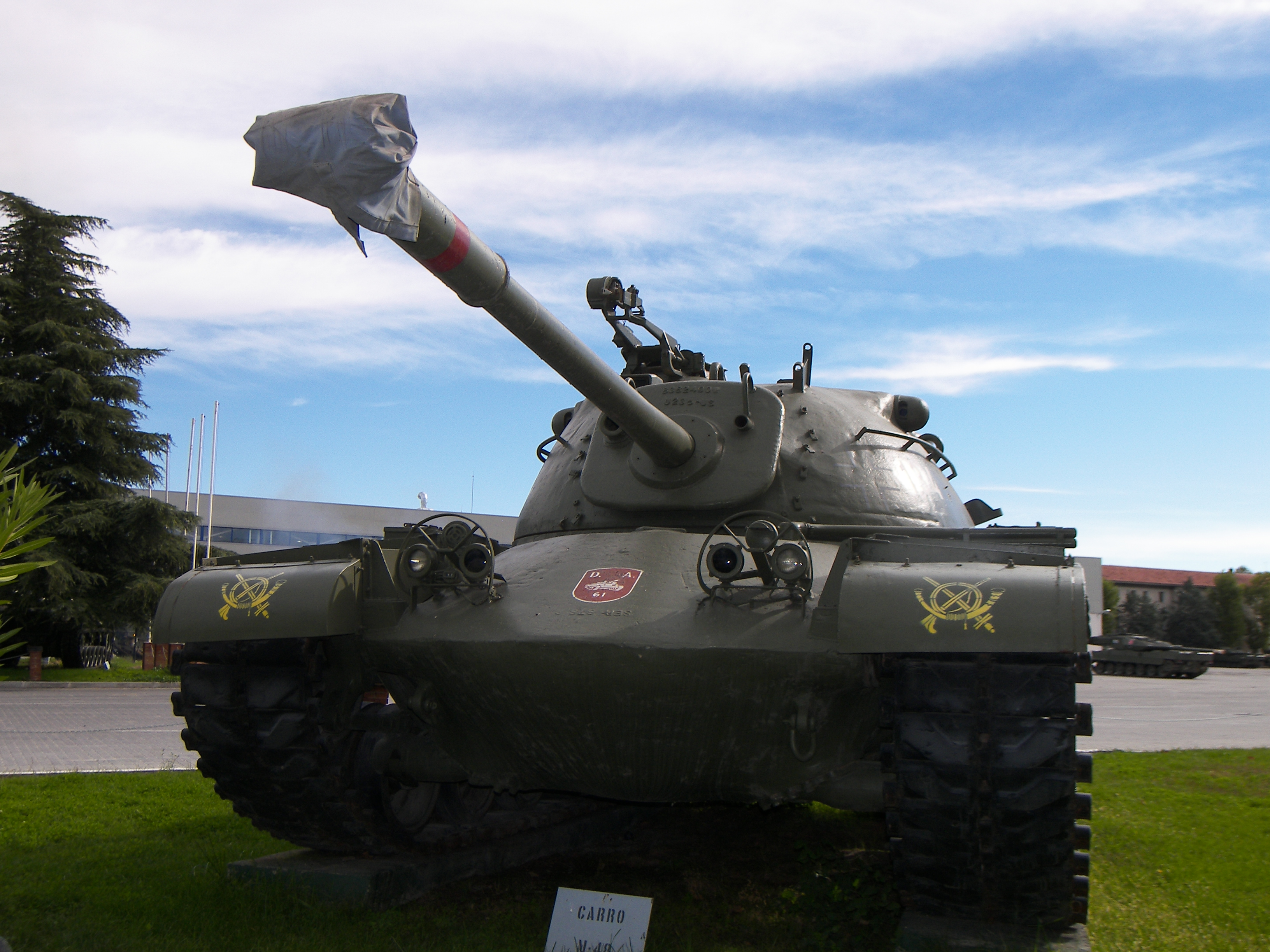
Un char M48 Patton de l'armée espagnole exposé au Musée des véhicules blindés El Goloso

Membre de l'OTAN depuis le 30 mai 1982 :
Formations
- 1 division blindée
- 1 division mécanisée
- 3 brigades de cavalerie blindées
- 1 régiment de cavalerie légère

Nombre de chars
- 340 MBT M47 Patton
- 110 MBT M48 Patton
- 200 MBT AMX-30
- 180 chars légers M41 Walker Bulldog

Total: 830 chars

## Pacte de Varsovie
Total: Plus de 71 700 chars

### Union soviétique
Formations

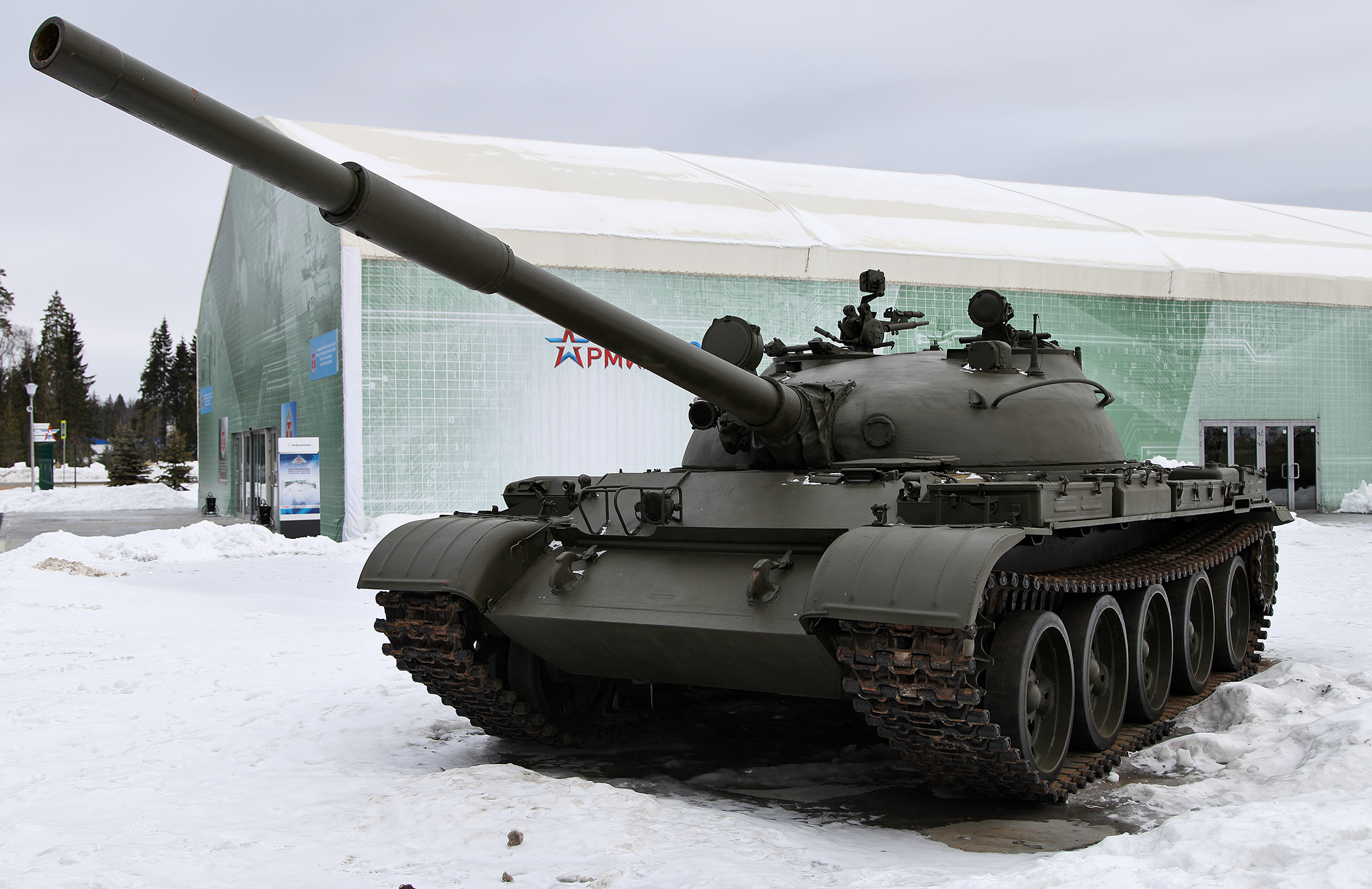
T-62

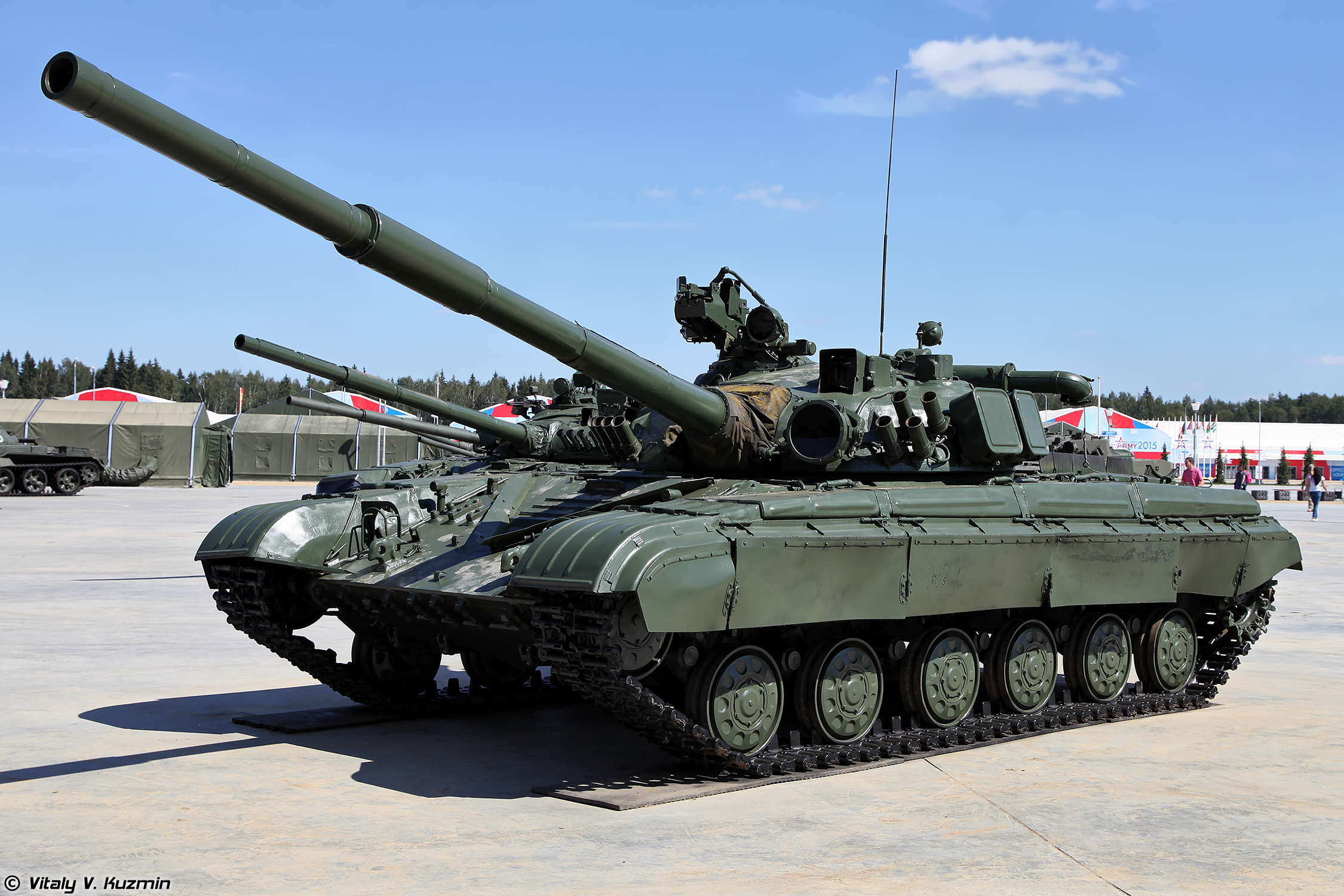
T-64B

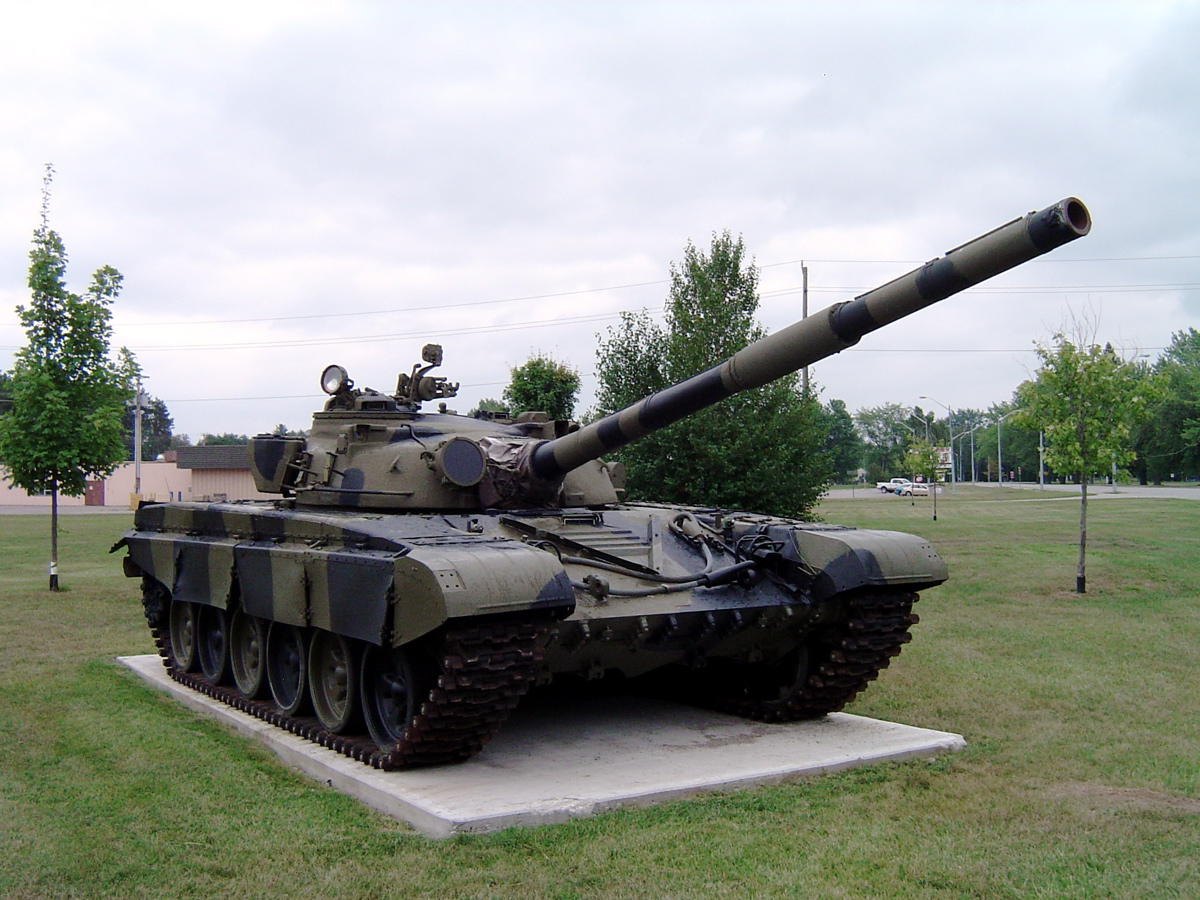
T-72

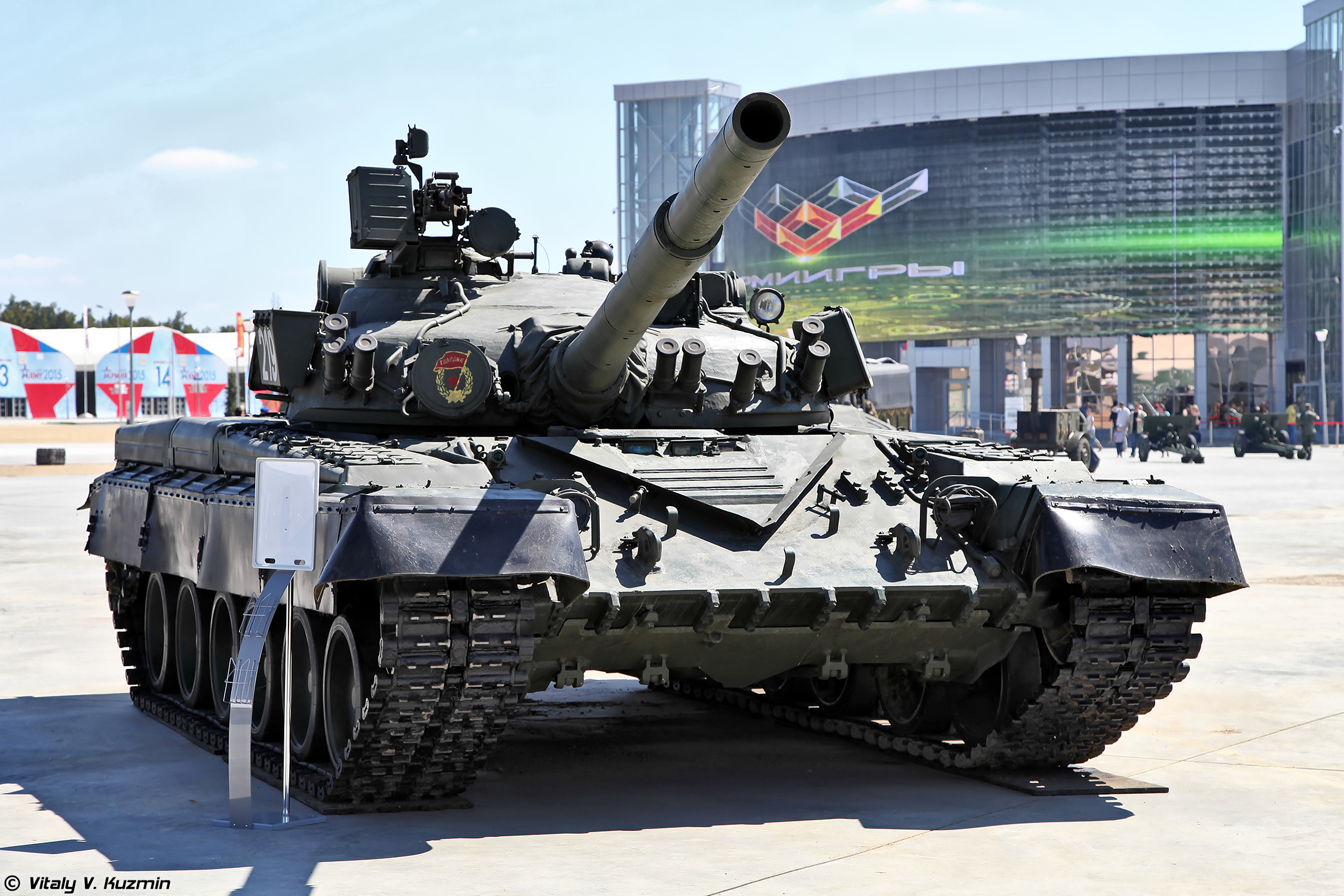
T-80B

Entre 1981 et 1982, les forces terrestres soviétiques avaient:
- 46 divisions de chars, comprenant six armées de chars avec quatre divisions de chars chacune.
- 119 divisions d'infanterie mécanisées
- 6 divisions aéroportées
- 1 division d'infanterie de Marine
- 3 brigades d'infanterie de Marine

Nombre de chars
- 45 000 JS-2 and JS-3 / T-10 / T-10M / T-54 / T-55 / T-62
- 10 000 T-64 / T-72 / T-80
- 870 chars de reconnaissance amphibies PT-76 (Plavayushchiy Tank)
- 1 800 T-34 (À la frontière chinoise - principalement utilisé pour la formation des conducteurs; retirés en 1979)

Total: 57 670 chars

### Allemagne de l'Est
Entre 1981 et 1982 :
Formations
- 2 divisions de chars
- 4 divisions d'infanterie mécanisées

Nombre de chars
- 1 500 T-54 / T-55 / T-72 (1 600 supplémentaires stockés)
- 120 chars de reconnaissance PT-76

Total: Plus de 1 620 chars

### Pologne
Entre 1981 et 1982 :
Formations
- 5 divisions de tanks
- 8 divisions d'infanterie mécanisées
- 1 division d'assaut amphibie
- 1 division aéroportée

Nombre de chars
- 3 400  T-54 / T-55
- 30 T-72

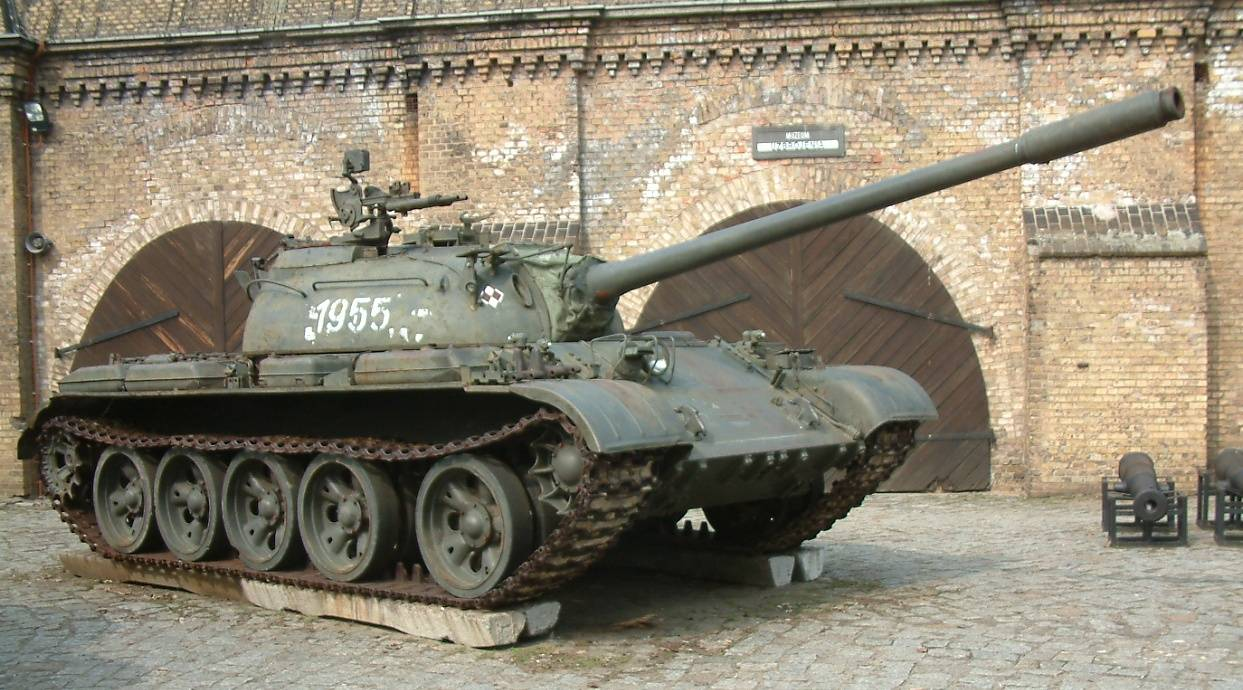
T-55 polonais

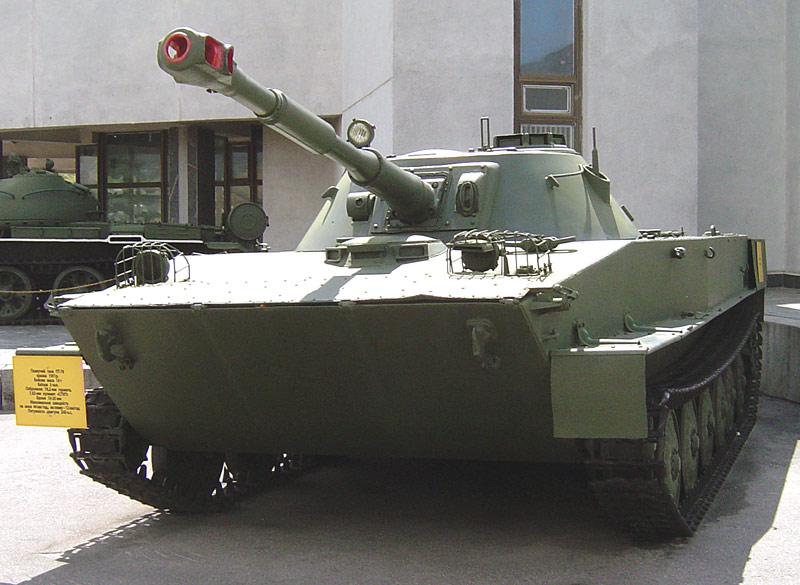
Char amphibie PT-76

- 130 PT-76 Chars blindés de reconnaissance

Total: 4 010 chars

### Tchécoslovaquie
En 1980 :
Formations
- 7 divisions de chars (2 entières, 3 réduites, 2 de réserve)
- 8 divisions de véhicules armés (3 entières, 2 réduites, 3 de réserve)

Nombre de chars en 1980
- 31 T-72
- 1 960 T-55
- 1 804 T-54
- 428 T-34

Total en 1980: 4 223 chars

### Bulgarie
Entre 1981 et 1982 :
Formations
- 5 brigades de chars (à Sofia, Kazanlak, Karlovo, Sliven et Aytos)
- 8 divisions de véhicules armés

Nombre de chars
- 1 800 MBT T-54 / T-55
- 250 T-62
- 100 chars T-34
- 250 chars légers PT-76

Total: 2 400 chars

### Hongrie
Entre 1981 et 1982 :
Formations
- 1 division de chars (à Tata)
- 5 divisions de véhicules armés (à Gyöngyös, Kiskunfélegyháza, Zalaegerszeg, Kaposvár et Nyíregyháza)

Nombre de chars
- 181 T-34-85
- 954 T-54 / T-55
- 31 T-72
- 10 chars légers PT-76

Total: 1 176 chars

### Roumanie
Entre 1981 et 1982 :
Formations

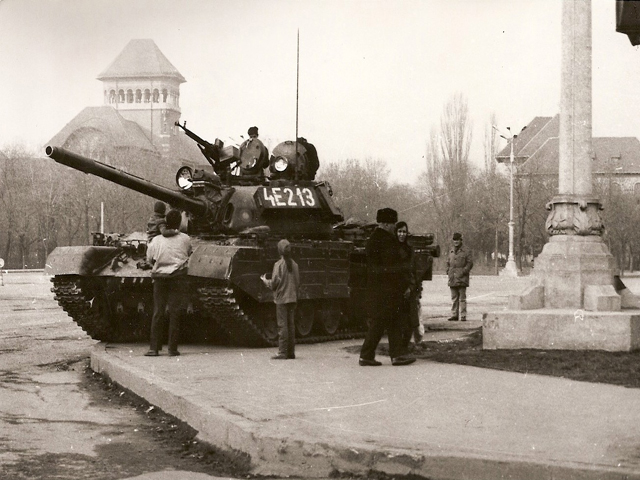
Un TR-85 (pour Tanc Românesc model 1985, char roumain modèle 1985) durant la Révolution roumaine de 1989. Il est une évolution du TR-77.

- 2 divisions de chars (à Targu-Mures et Bucuresti)
- 8 divisions d'infanterie mécanisées (à Iasi, Braila, Constanta, Bucuresti, Craiova, Timisoara, Oradea et Dej)

Nombre de chars
- 740 T-34-85
- 769 T-54 / T-55,
- 150 TR-77-580,
- 31 T-72

Total: 1 690 chars

## Autres

### Suède
En 1980 :
Formations
- 4 brigades blindées, type PB 63
- 1 brigade blindée, type Gotland[17]
- 1 brigade mécanisée, type MekB 10

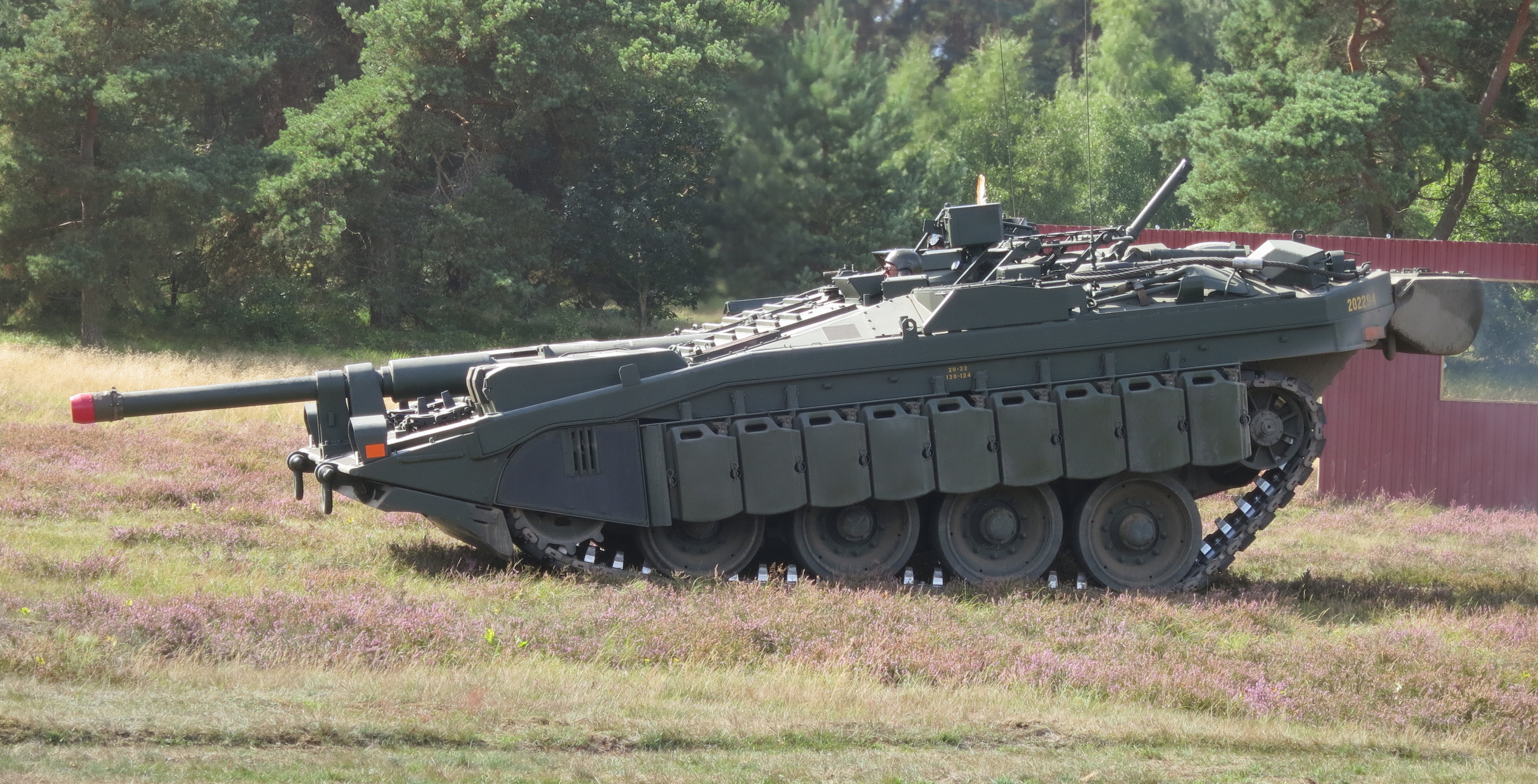
Un Stridsvagn 103. Considéré par certains comme étant plutôt un chasseur de chars, il est d'une conception très originale, sans tourelle, avec un canon fixe pointé par le mouvement des chenilles et de la suspension du châssis.

- 1 bataillon blindé indépendant, I 19/P 5[18]

Nombre de chars
- 240 Stridsvagn 103 (72 par brigade, plus un bataillon indépendant avec 24)
- 192 Centurion (72 par brigade, plus une brigade mécanisée avec 48)[19]

L'armée suédoise a formé une brigade mécanisée, de type MekB 10, qui entra en activité en 1983/84. Cette brigade n'était équipée que de 48 Centurions par rapport aux 72 des brigades blindées régulières, mais a reçu 24 véhicules de soutien d'infanterie Infanterikanonvagn 91.
Total: 432 chars